# Художественный музей Бриджстоун
Художественный музей Бриджстоун (англ. Bridgestone Museum of Art, яп. ブリヂストン美術館) — художественный музей, расположенный в Токио.
Музей был основан в 1952 году основателем компании Bridgestone Tire Co. господином Исибаси Сёдзиро, его фамилия дословно переводится как «каменный мост». В коллекцию музея входят работы импрессионистов, пост-импрессионистов и современных японских, европейских и американских художников XX века, а также древнегреческая керамика. Музей расположен в штаб-квартире компании Bridgestone Corporation в районе Тюо города Токио.

## Представленные художники
- Эдгар Дега
- Пьер-Огюст Ренуар
- Камиль Писсаро
- Эдуард Мане
- Винсент ван Гог
- Поль Гоген
- Гюстав Моро
- Поль Сезанн
- Клод Моне
- Амедео Модильяни
- Морис Дени
- Жорж Руо
- Пабло Пикассо
- Поль Клее
- Нарасигэ Койдэ
- Цугухару Фудзита
- Фудзисима Такэдзи
- Сигэру Аоки[англ.]